# Fenda dos Frisos
A Fenda dos Frisos é uma gruta portuguesa localizada na freguesia da Candelária, concelho da Madalena, ilha do Pico, arquipélago dos Açores.
Esta cavidade apresenta uma geomorfologia de origem vulcânica com um comprimento de 50 m.